# Rhynchanthera serrulata
Rhynchanthera serrulata là một loài thực vật có hoa trong họ Mua. Loài này được (Rich.) DC. miêu tả khoa học đầu tiên năm 1828.